# Skeppskatt

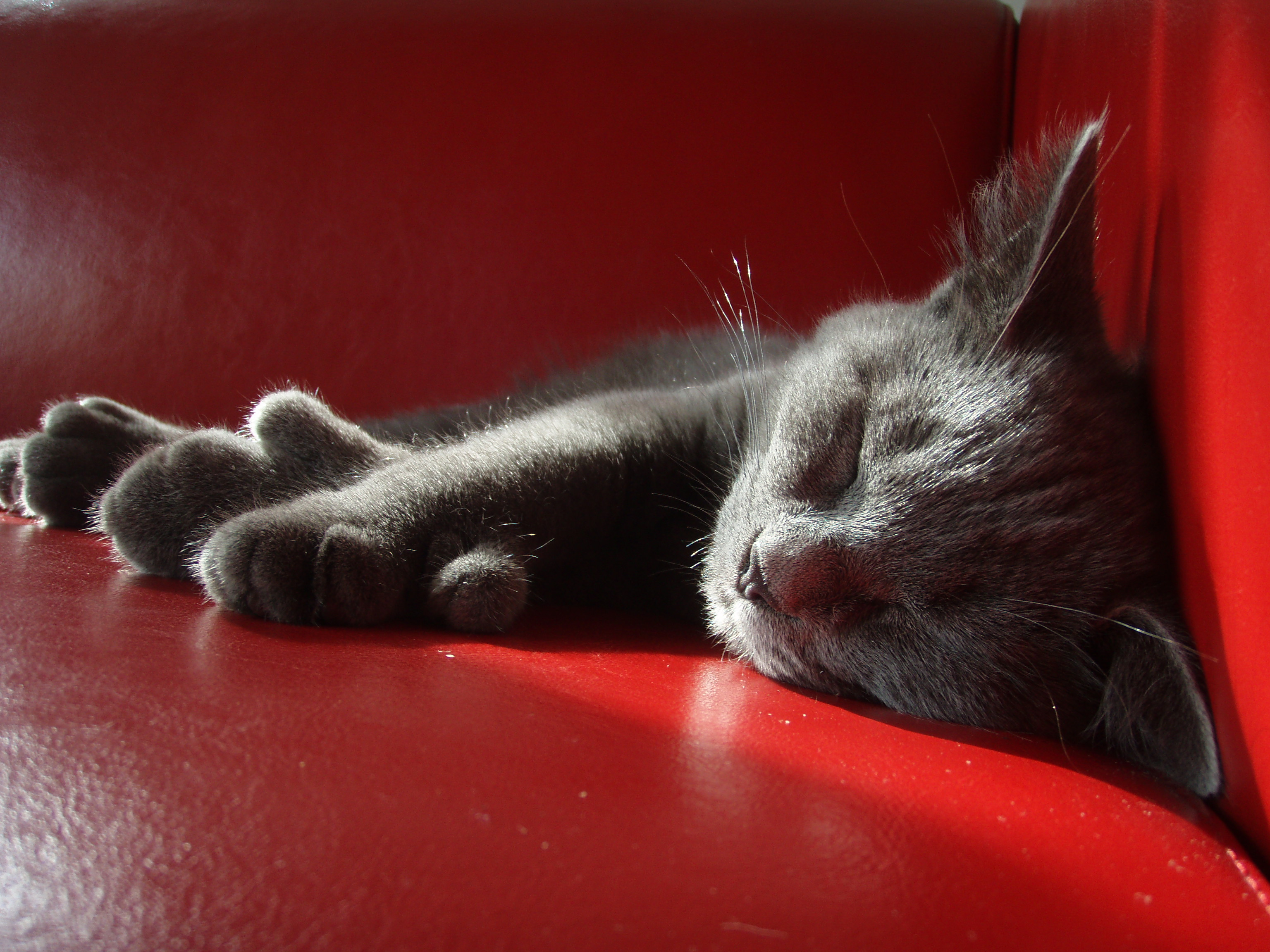
Skeppskatt

Skeppskatt, folklig benämning på polydaktyli hos katter, dvs fler tår än de normala 18 (5 på varje framtass, 4 på baktassarna). 
Denna missbildning betraktas på vissa håll felaktigt som en egen ras. 
Det dokumenterade fall med flest tår är enligt Guinness Rekordbok katten Tiger med 27 stycken. Ägare är Gareth Ukrainetz från Leduc i Alberta, Kanada.
Polydaktyli kan vålla vissa besvär. Problem med inväxta klor kan uppstå om inte katten får regelbunden klovård. Det varnas från vissa håll för konstant avel på katter med denna missbildning. Sådan målmedveten inavel (främst i USA) har medfört andra, plågsamma mutationer. Målmedveten inavel är i sig en mutationsrisk, och det finns inga säkra belägg för att just polydaktylin har givit upphov till mutationerna ifråga.
Det händer ofta att kattungar födda från skeppskatt med stark inavel får olika men, såsom magbråck och tarmproblem, där operation kan bli nödvändig. Lynnet kan då också bli instabilt.
Utställning av och avel på katter med polydaktyli är förbjuden av de flesta kattorganisationerna, t.ex. SVERAK (och dess moderorganisation FIFe). FIFes motivering är dock inte eventuella hälsorisker orsakade av polydaktylin, utan att man inte vill uppmuntra till inavel av raskatter av rena popularitetsskäl.
Inte heller i USA tillåter de flesta kattorganisationer utställning av polydaktyla katter, dock finns där en opinion mot detta förbud. För närvarande tillåter en organisation i USA, TICA (The International Cat Association) polydaktyli hos rasen Pixie Bob och Maine Coon.
Från USA är också känt en koloni med polydaktyla katter nära Ernest Hemingways hem i Key West, en koloni som författaren själv födde upp.